# Glauco (1935)
«Глауко» (італ. Glauco) — військовий корабель, підводний човен, головний у своєму типі, Королівських ВМС Італії за часів Другої світової війни.
«Глауко» був закладений 10 жовтня 1932 року на верфі компанії Cantieri Riuniti dell'Adriatico у Трієсті. 5 січня 1935 року він був спущений на воду, а 20 вересня 1935 року увійшов до складу Королівських ВМС Італії.

## Історія служби
На початку Другої світової війни «Глауко» під командуванням командора Кандідо Корветті входив до групи з п'яти підводних човнів, до складу якої, крім «Глауко», входили «Таццолі» Карло Феча ді Коссато, «Тоті», «Лоренцо Марчелло» та «Медуза», які діяли разом поблизу алжирського та туніського узбережжя із завданням перехоплення французьких та англійських транспортів під час їхнього руху з Гібралтару. З 23 по 26 червня «Глауко» перебував на патрулюванні в районі, що охоплює західну частину моря від мису Карбон до мису Корбелін.
26 вересня 1940 року «Глауко» у складі групи з 12 італійських підводних човнів, які були виділені для ведення бойових дій в Атлантиці, до шести раніше прибулих, вийшов з Неаполя та попрямував до італійської військово-морської бази BETASOM в Бордо. 2 жовтня човен пройшов Гібралтарську протоку.
27 червня 1941 року «Глауко» був виявлений біля мису Спартель і атакований британським есмінцем «Вішарт». Зазнавши серйозних пошкоджень унаслідок атаки, італійський підводний човен був вимушений спливти на поверхню, після чого екіпаж його затопив. Вісім членів екіпажу не змогли втекти і загинули разом з підводним човном. Решту екіпажу, включаючи командира, британці взяли в полон.